# Petrovice nad Úhlavou (przystanek kolejowy)
Petrovice nad Úhlavou – przystanek kolejowy w Petrovicach nad Úhlavou, w kraju pilzneńskim, w Czechach. Położony jest na wysokości 440 m n.p.m.
Na przystanku nie ma możliwości kupienie biletu, a obsługa podróżnych odbywa się w pociągu. 

## Linie kolejowe
- 183 Plzeň - Klatovy - Železná Ruda-Alžbětín